# Henk Vogels
Henk Vogels (Perth, 31 de juliol de 1973) és un ciclista australià que fou professional entre 1995 i 2008.
En el seu palmarès destaca el Campionat d'Austràlia en ruta de 1999 i el Tour de Beauce de 2001.

## Palmarès
- 1991
  - 1r als Tres dies d'Axel
- 1995
  - Vencedor d'una etapa del Herald Sun Tour
- 1996
  - Vencedor d'una etapa del Tour de l'Avenir
  - Vencedor d'una etapa de la Viena-Rabenstein-Gresten-Viena
- 1997
  - 1r al Duo Normand, amb Cyril Bos
- 1999
  -  Campió d'Austràlia en ruta
- 2000
  - 1r al First Union USPRO Championships
  - 1r a la Clàssica d'Alcobendas
  - 1r a la Zomergem-Adinkerke
  - 1r a la Fitchburg Longsjo Classic
  - Vencedor d'una etapa de la Volta a Astúries
  - Vencedor d'una etapa de la Volta a La Rioja
  - Vencedor d'una etapa del Herald Sun Tour
- 2001
  - 1r al Tour de Beauce i vencedor d'una etapa
  - Vencedor de 2 etapes del Herald Sun Tour
- 2002
  - 1r al Campionat dels Estats Units de Critèrium
  - Vencedor d'una etapa del Tour de Beauce
  - Vencedor d'una etapa del Herald Sun Tour
  - Vencedor de 2 etapes de la Cascade Cycling Classic
- 2003
  - Vencedor d'una etapa de la Volta a Geòrgia
- 2008
  - Vencedor d'una etapa del Tour de Gila

### Resultats al Tour de França
- 1997. 99è de la classificació general
- 1999. 121è de la classificació general

### Resultats al Giro d'Itàlia
- 2005. 136è de la classificació general
- 2006. 145è de la classificació general